# E-Tower
 (mars 2012).
Si vous disposez d'ouvrages ou d'articles de référence ou si vous connaissez des sites web de qualité traitant du thème abordé ici, merci de compléter l'article en donnant les références utiles à sa vérifiabilité et en les liant à la section « Notes et références ».
Le E-Tower est un gratte-ciel de bureaux au sud de São Paulo, Brésil. Il a été achevé en 2005 et dispose de 37 étages et 148 mètres. Il est l'un des bâtiments les plus modernes de la ville.